# HIP 11952
HIP 11952是一個距離太陽約375光年的恆星，位於鯨魚座。該恆星曾被认为拥有兩顆太陽系外行星。

## 概要
HIP 11952先前的光譜資料認為它是 G8III 巨星，最近的結果則認為它是 F2V-IV 主序星。它的金屬量只有太陽的1%，並且是已確認擁有行星系統中最古老的恆星。
HIP 11952已經接近主序星階段的結束，並即將變成紅巨星。

## 行星系統
HIP 11952曾经被认为拥有兩顆氣體巨星：HIP 11952 b以及HIP 11952 c。HIP 11952 b被认为是以290日的週期在橢圓軌道上環繞母恆星，并且是一颗熱木星。HIP 11952 c的軌道是橢圓形的，公轉週期只有7日。這個系統有兩個已確認的特性：母恆星是已確認行星系中最古老的，並且因為年齡因素，該恆星也是有行星的恆星中金屬量最低的。行星在缺乏讓行星形成的重元素環境下的很早期的宇宙中形成機會並不大。儘管如此，該恆星的金屬量和其他同時期形成的恆星相比仍特別高。
雖然行星的發現者提出了行星可能在母恆星形成後數十億年才形成。一旦宇宙中的金屬量大量增加，就可能使行星形成；不過可能性相當低。在未來當母恆星變成紅巨星，之後死亡成為白矮星時，這些行星的外層將會剝離剩下核心，類似KOI-55行星系的狀況。
這些行星可能並不缺乏比氫和氦重的元素，並且在擴大搜尋外星生命的理想位置上，但更寶貴的是了解最早期宇宙歷史的科學價值。
后续的研究表明，由于观测时较差的信噪比以及错误的质心速度修正，此前对于HIP 11952的观测是错误的。相同的错误也导致HIP 13044被错误地认为拥有一颗行星。根据由HARPS-N提供的高精度数据，HIP 11952的径向速度并没有受到过大的扰动，因此表明HIP 11952拥有行星系统的证据并不存在。

| 成員 (依恆星距離) | 质量           | 半長軸 (AU) | 轨道周期 (天) | 離心率      | 傾角 | 半径 |
| ----------------- | -------------- | ----------- | ------------- | ----------- | ---- | ---- |
| c                 | 0.78 ± 0.16 MJ | 0.07 ± 0.01 | 6.95 ± 0.01   | 0.35 ± 0.24 | —    | —    |
| b                 | 2.93 ± 0.42 MJ | 0.81 ± 0.02 | 290 ± 16.2    | 0.27 ± 0.1  | —    | —    |